# Kenneth Burke
Kenneth Burke, född 5 maj 1897 i Pittsburgh i Pennsylvania i USA, död 19 november 1993, var en amerikansk litteraturteoretiker och filosof. Det som intresserade Burke mest var retorik och estetik. Tre centrala begrepp för Burkes retorik är "identifikation", "dramatismen" samt "terministic-screen" (ungefär "färgade glasögon"), vilken nämns nedan.

## Biografi
Kenneth Burke avlade examen vid Peabody High School. Burke studerade vid Ohio State University men bara under ett halvår, därefter studerade han vid Columbia University mellan 1916 och 1917 innan han hoppade av för att bli författare. 1919 gifte han sig med Lily Maria Batterham, som han fick tre döttrar med: Eleonora Leacock (1922–1987); (Jeanne) Elspeth Chapin Hart (f.1920) och France Burke (f. ~ 1925). 1933 gifte han sig med sin frus syster Elizabeth Batterham och fick två söner med henne.
Burke tjänstgjorde som redaktör för den litterära tidskriften The Dial 1923, och som tidningens musikkritiker mellan 1927 och 1929. Han fick the Dial Award 1928 för sin unika tjänst till den amerikanska litteraturen. Han var musikkritiker i tidningen The Nation från 1934 till 1936, och tilldelades ett Guggenheim Fellowship 1935.
Senare i livet var hans gård i New Jersey en populär sommartillflykt för honom och hans stora familj. Burke dog av hjärtsvikt i sitt hem i Andover i New Jersey.

## Influenser
Burke var, liksom många andra av 1900-talets teoretiker och kritiker, starkt påverkad av Karl Marx, Sigmund Freud och Friedrich Nietzsche. Han tolkade under sitt liv Shakespeare och var också påverkad av Thorstein Veblen. Burke hade likheter med ett antal litterära kritiker, tänkare, och författare under åren, däribland William Carlos Williams, Malcolm Cowley , Robert Penn Warren, Allen Tate och Katherine Anne Porter.
Burke motsatte sig att bli placerad i ett fack, han ville inte bli jämförd med någon redan etablerad filosofisk eller politisk tankegång, och hade en betydande och mycket officiell brytning med marxisterna som dominerade den litterära kritiken på 1930-talet. Den politiska och sociala kraften i symboler var central för Burke under hela hans karriär. Han ansåg att studier av retorik skulle hjälpa människor att förstå "vad som är involverat när vi säger vad människor gör och varför de gör detta." Burke kallade en sådan analys för "dramatism" och trodde att ett sådant förhållningssätt till språkets analys och användning skulle kunna hjälpa oss att förstå grunden för konflikter, dygder och farorna av samarbete, och möjligheterna med identifiering.

## Filosofi
Burkes filosofi handlar mycket om symboler. Att våra handlingar säger mer än våra ord. Man kan säga att man är kär, men man kan också visa med sina handlingar att man är kär. Han menar att symbolerna i våra handlingar är ett slags kommunikation. Hans filosofi, sociala interaktion och kommunikation är uppdelad i en pentad, som omfattar handling, scen, agent, omständighet och ett syfte. Han föreslog att social interaktion och kommunikation kunde hanteras som en form av drama vars resultat bestäms av förhållandet mellan dessa fem pentadelement. Detta har blivit kallad "the dramatistic pentad". Pentad är rotad i hans dramatiska metod, som ser förhållandet mellan livet och teatern som litteralt snarare än metaforiskt: för Burke är hela världen en scen. Dessa fem element används i en analysmetos som kallas pentadanalys.
Ett annat centralt begrepp för Burke är terministic-skärmen: en uppsättning symboler som blir en sorts skärm eller ett rutnät av begriplighet genom vilket världen är meningsfull för oss. Här erbjuder han retoriska teoretiker och kritiker ett sätt att förstå förhållandet mellan språk och ideologi. Språk inte bara "speglade" verkligheten, det hjälper också att markera verkligheten samt att avleda den.
Utan våra uppslagsverk, atlaser och andra diverse referensguider, skulle vi veta väldigt lite om världen som ligger bortom vår omedelbara känsla och erfarenhet. Det vi kallar "verkligheten" är faktiskt en samling symboler om det förflutna i kombination med saker vi vet huvudsakligen genom kartor, tidskrifter, tidningar och liknande, en konstruktion av våra symbolsystem. Högskolestudenter som går från klass till klass, från engelsk litteratur till sociologi till biologi, möter en ny verklighet varje gång de går in i ett klassrum, verkligheter som alla består av olika terminologier. Det är självklart att människor som anser sig vara kristna och som då använder sig av denna religions symbolsystem, bebor en verklighet som skiljer sig från de symboler som buddhisterna, judarna eller muslimerna använder sig av. Varje övertygelsesystem har sin egen vokabulär för att beskriva hur världen fungerar.